# Verband der deutschen sozial-kulturellen Gesellschaften in Polen
Der Verband der deutschen sozial-kulturellen Gesellschaften in Polen (abgekürzt: VdG) ist die Dachorganisation der deutschen Minderheit in Polen mit Sitz in Oppeln. Der Verband ist Mitglied in der Föderalistischen Union Europäischer Nationalitäten und hat über 200.000 Mitglieder.

## Geschichte
Nachdem sich nach der politischen Wende in Polen mehrere deutsche Gesellschaften gründeten und sich 1990 zu Bezirksorganisationen zusammenschlossen, beschlossen diese bei einer gemeinsamen Versammlung am 15. September 1990 in Breslau die Bildung eines Zentralrats. Dieser sollte die Interessen der Minderheit vor der deutschen als auch der polnischen Regierung vertreten. Das erste Büro des Rates befand sich in Strzelce Opolskie (Groß Strehlitz).
Am 27. August 1991 wurde der Verband der sozial-kulturellen Gesellschaften registriert.
Am 11. Mai 2009 wurde der neue achtköpfige Vorstand des Verbandes gewählt. Dabei wurde der 50-jährige Bernard Gaida erstmals zum Vorsitzenden gewählt. Am 7. Dezember 2013 wählte der VdG einen neuen Vorstand, Gaida wurde erneut zum Vorsitzenden gewählt. Am 30. Mai 2014 wurde die Deutsche Gemeinschaft Versöhnung und Zukunft Mitglied des VdGs. Das neue Mitglied war davor unabhängig und konkurrierte mit dem Deutschen Freundschaftskreis im Bezirk Schlesien.

## Mitgliedsorganisationen

### Bezirksorganisationen
- Bund der Bevölkerung deutscher Volkszugehörigkeit Bezirksvorstand Kujawien-Pommern
- Bund der deutschen Minderheit Bezirksvorstand Pommern
- Deutsche Sozial Kulturelle Gesellschaft Bezirksvorstand Lodsch
- Deutsche Sozial Kulturelle Gesellschaft Bezirksvorstand Niederschlesien
- Deutscher Freundschaftskreis im Bezirk Schlesien
- Sozial-Kulturelle Gesellschaft der Deutschen im Oppelner Schlesien
- Sozial Kulturelle Gesellschaft der deutschen Minderheit Bezirksvorstand Großpolen
- Sozial Kulturelle Gesellschaft der deutschen Minderheit Bezirksvorstand Lebuser Land
- Sozial-Kulturelle Gesellschaft der deutschen Minderheit Bezirksvorstand Westpommern
- Verband der deutschen Gesellschaften in Ermland und Masuren

### Assoziierte Mitglieder
- Bund der Jugend der Deutschen Minderheit
- Schlesischer Bauernverband
- Verein Schlesischer Landfrauen
- Deutsche Bildungsgesellschaft
- Wohltätigkeitsgesellschaft der Deutschen in Schlesien
- Oberschlesisches Eichendorff-Kultur- und Begegnungszentrum in Lubowitz
- Akademische Verbindung Salia-Silesia e. V.
- Verein Pro Liberis Silesiae
- Verein der Bibliotheken, Medien, Kultur und Wissenschaft
- Bildungsgesellschaft Cosel-Rogau
- Eichendorff-Konversatorium
- Forschungszentrum der Deutschen Minderheit
- Verein für kreative Bildung

## Vorstand
Der Vorstand des VdG besteht seit dem 28. Mai 2022 aus:
1. Rafał Bartek (Woiwodschaft Oppeln) – Vorsitzender
2. Łukasz Jastrzembski (Woiwodschaft Oppeln)
3. Sylwia Kus (Woiwodschaft Oppeln)
4. Martin Lippa (Woiwodschaft Schlesien)
5. Waldemar Świerczek (Woiwodschaft Schlesien)
6. Michal Schlueter (Ermland und Masuren)
7. Damian Stefaniak (Niederschlesien)
8. Peter Jeske (Pommern)

### Ehemalige Vorstände
Dem am 7. Dezember 2013 gewählten Vorstand gehörten an:
- Bernard Gaida (Vorsitzender des Vorstandes), Renate Zajączkowska (Vizevorsitzende des Vorstandes), Norbert Rasch, Rafał Bartek, Kornelia Pawliczek-Błońska (ausgeschieden), Agnieszka Neuwald-Piecha (ausgeschieden), Roland Hau, Henryk Hoch, Martin Lippa (nachgerückt), Marek Psotta (nachgerückt)

Dem am 11. Mai 2009 gewählten Vorstand gehörten an:
- Bernard Gaida (Vorsitzender), Krystyna Płocharska (Vizevorsitzende), Norbert Rasch, Ryszard Galla, Agnieszka Neuwald-Piecha, Renate Zajączkowska, Martin Lippa, Helmut Kurowski

Dem am 12. Februar 2005 gewählten Vorstand gehörten an:
- Henryk Kroll (Vorsitzender), Helmut Kurowski (Vizevorsitzender), Bruno Kosak, Jan Lenort, Krystyna Płocharska, Oskar Duk († 28. Mai 2007), Joachim Strzedulla († 29. März 2008), Fryderyk Petrach

## Tätigkeiten
Der VdG trifft sich unter anderem auch mit den Verbänden deutscher Minderheiten im Ausland, wie Tschechien und Dänemark, aber auch mit anderen Minderheiten, wie den Sorben in Deutschland und der belarussischen Minderheit in Polen, um sich über die Verbandsarbeit und deren Erfolge auszutauschen. Aber auch Treffen mit der CDU und der Jungen Union finden statt.
Der VdG veranstaltet verschiedene Feste, wie das Kulturfestival der deutschen Minderheit in Polen, die Deutschen Kulturtage im Oppelner Schlesien u. a.